# Gustaf Stafhell den äldre
Gustaf Stafhell, född 1683 i Björkviks socken, Södermanland, död 9 mars 1761 i Stockholm, var en svensk silversmed. 
Han var från 1718 gift med Catharina Olofsdotter Beckman samt far till Gustaf Stafhell, Anders Stafhell och Margareta Stafhell-Åkerman. Efter utbildning till silversmed för Henning Petri i Nyköping arbetade Stafhell en tid som gesäll för hovguldsmeden Petter Henning i Stockholm. Han blev mästare i Stockholm 1714 och kort därefter ledare för en stor silververkstad. Han var en av de centrala gestalterna bland svensk silversmide under 1700 första hälft och en av de flitigaste leverantörerna till kungliga silverkammaren. Bland hans större arbeten märks en musselformad dopskål som han utförde till Riddarholmskyrkan 1727 och några stora flerarmade kandelabrar som numera förvaras vid Statens historiska museum. Stilistiskt speglar hans arbeten skiftningen från den senbarocka Bérainstilen till en raffinerad régencestil och han anses vara den silversmed som givit Fredrik I-tidens dess bestämda karaktär. Eftersom Stafhell trots sin skicklighet inte synes ha ägt någon större konstnärlig fantasi kan man utgå från att de konstnärligt högstående praktpjäser han utförde var formgivna av Nicodemus Tessin, Carl  Hårleman och Christian Precht. Stafhell är representerad vid Kungliga silverkammaren, Statens historiska museum, Nordiska museet, Skokloster, Nationalmuseum och ett flertal kyrkor.